# 拉马尔
拉马尔（法語：La Marre，法語發音：[la maʁ]）是法国汝拉省的一个市镇，位于该省中部，属于隆斯勒索涅区。

## 地理
拉马尔（46°44'5"N, 5°41'56"E）面积10.63 平方千米，位于法国勃艮第-弗朗什-孔泰大區汝拉省，该省份为法国东部内陆省份，北起上索恩省，西北接科多尔省，西临索恩-卢瓦尔省，南至安省，东与杜省和瑞士接壤。
与拉马尔接壤的市镇（或旧市镇、城区）包括：费昂蒙塔涅、塞耶河畔布卢瓦、博讷方丹、塞耶河畔拉杜瓦、塞耶河畔讷维、欧特罗什。

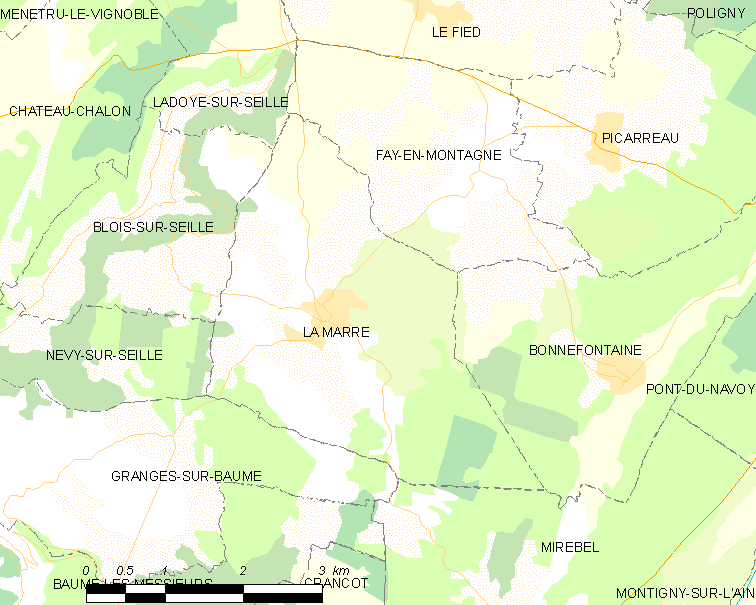
拉马尔的OSM定位图

拉马尔的时区为UTC+01:00、UTC+02:00（夏令时）。

## 行政
拉马尔的邮政编码为39210，INSEE市镇编码为39317。

## 政治
拉马尔所属的省级选区为波利尼县。

## 人口

1962-2008年间拉马尔人口变化图示

拉马尔于2022年1月1日时的人口数量为358人。